# Kärrnycklar
Kärrnycklar, Anacamptis palustris (tidigare Orchis palustris) är en art inom växtfamiljen orkidéer.

Det är en smal och högrest orkidé som blir 30-70 cm hög. Bladen som sitter spridda långt ner på stjälken är smala. Kärrnyckeln blommar i juli med vackert rosaröda blommor. Blommorna har en sporre som pekar rakt bakåt.

## Förväxlingsarter
Kärrnycklar är en praktfull art som närmast påminner om Sankt Pers nycklar (Orchis mascula). Denna har dock en nedåtriktad sporre och växer aldrig på så blöta platser som kärrnycklar kräver. Andra orkidéer som kan växa tillsammans med kärrnycklar och som man möjligtvis skulle kunna ta den för är ängsnycklar (Dactylorhiza incarnata) och sumpnycklar (D. traunsteineri). Den senare har emellertid alltid på översidan fläckade blad och ängsnycklar har mindre blommor i ett tätare blomax samt bredare blad.

## Växtplats och ekologi
Kärrnycklar växer på kalkrika platser som tidvis översvämmas. Helst ska växtplatsen också vara blöt under blomningen på högsommaren. Ofta finns den i kanten av agmyrar (kalkrika myrar med halvgräset ag som dominerande vegetation) där den växer tillsammans med bland annat knappag, axag, älväxing och andra orkidéer.

## Hot
Kärrnycklar har på grund av stora utdikningar av myrområden på Gotland de senaste hundra åren kraftigt minskat. Den står idag med på Artdatabankens rödlista över hotade arter som starkt hotad (EN). Aktuella hot är fortsatta utdikningar och andra åtgärder som kan påverka de 20-talet kvarvarande lokalerna. Arten är speciellt känslig mot hydrologiska förändringar.

Ett oväntat hot mot arten är den ökande stammen av tranor i Sverige. Dessa fåglar kan nämligen äta upp de stärkelserika övervintrande jordknölarna.

## Utbredning
I hela Norden finns arten endast på Gotland, där den är sällsynt. De gotländska kärrnycklarna utgör en nordlig utpostlokal och övriga världsutbredningen har sin tyngdpunkt i mellersta och södra Europa österut mot Kaukasus.